# Carcassonne (joc de masă)
Carcassonne este un joc de masă conceput de Klaus-Jürgen Wrede și publicat în anul 2000 de Hans im Glück. Este inspirat după fortificațiile medievale din orașul Carcassonne din sudul Franței. În 2001 a câștigat premiul Spiel des Jahres.